# Wychwood Park Hotel & Golf Club
Wychwood Park Golf Club  is een golfclub in Wychwood Park, Nantwich, in het Engelse graafschap Cheshire. 
Wychwood was oorspronkelijk een bebost deel van Engeland waar al in de 6de eeuw mensen kwamen wonen. Een deel van die bossen is gekapt om ruimte te maken voor landbouw en veeteelt.

## Hotel en Golf
De Vere Wychwood Park Hotel & Golf Club werd in 2002 geopend. Het bijbehorende hotel heeft 180 kamers. 
De 18-holes golfbaan heeft een par van 72 en ligt in een ruim, glooiend landschap met diverse meren. Er zijn enkele gebieden met beschermde natuur.
Toernooien
De golfbaan is opgezet om grote professional toernooien te kunnen ontvangen. In 2003 kwam de PGA EuroPro Tour hier al (in 2005 en 2009 weer), In 2010 en 2011 wordt de eerste ronde (Stage 1) van de Tourschool op Wychwood Park gespeeld.

## Trivia
- Wychwood Park Hotel & Golf Club ligt in Cheshire, The Wychwood Golf Club ligt in Oxfordshire.